# Karanovac (Serbia)
Karanovac (cyr. Карановац) – wieś w Serbii, w okręgu rasińskim, w gminie Varvarin. W 2011 roku liczyła 290 mieszkańców.